# Franz Karl Movers
Franz Karl Movers, född 17 juli 1806, död 28 september 1856, var en tysk orientalist och romersk-katolsk teolog.
Movers blev professor i Gamla Testamentets exegetik i Breslau 1839. Hans främsta arbeten rör fenicisk kultur och historia, som det brett anlagda verket Die Phönicier (4 band, 1840-56) och Phönicische Texte, erklärt (2 band, 1849-50).